# 688 до н. е.

## Події
- Початок правління царя Еламу Хумбан-Халташа І.
- 23-ті Античні Олімпійські ігри. Включення кулачного бою.